# Picnic Point-North Lynnwood
Picnic Point-North Lynnwood és una concentració de població designada pel cens dels Estats Units a l'estat de Washington. Segons el cens del 2000 tenia 22.953 habitants.

## Demografia
Segons el cens del 2000, Picnic Point-North Lynnwood tenia 22.953 habitants, 8.698 habitatges, i 5.992 famílies. La densitat de població era de 1.202,5 habitants per km².
Dels 8.698 habitatges en un 36,3% hi vivien nens de menys de 18 anys, en un 53,6% hi vivien parelles casades, en un 10,5% dones solteres, i en un 31,1% no eren unitats familiars. En el 21,7% dels habitatges hi vivien persones soles el 3,5% de les quals corresponia a persones de 65 anys o més que vivien soles. El nombre mitjà de persones vivint en cada habitatge era de 2,63 i el nombre mitjà de persones que vivien en cada família era de 3,11.
Per edats la població es repartia de la següent manera: un 26,3% tenia menys de 18 anys, un 10,4% entre 18 i 24, un 34% entre 25 i 44, un 22,9% de 45 a 60 i un 6,4% 65 anys o més.
L'edat mediana era de 33 anys. Per cada 100 dones de 18 o més anys hi havia 98,3 homes.
La renda mediana per habitatge era de 54.913 $ i la renda mediana per família de 65.252 $. Els homes tenien una renda mediana de 45.459 $ mentre que les dones 31.438 $. La renda per capita de la població era de 24.003 $. Aproximadament el 5,3% de les famílies i el 6,9% de la població estaven per davall del llindar de pobresa.

## Poblacions properes
El següent diagrama mostra les poblacions més properes.